# Трамвай № 1 (Львів)
Трамвай № 1 (Львів) — один з головних маршрутів львівського трамваю. Сполучає головний двірець та Погулянку через історичний центр міста.

## Кінна лінія
Кінна лінія, сполучення на якій від 1 липня 1880 року стало регулярне, проходила від головного двірця по вул. Городоцькій, через площу Голуховських (нині пл. Торгова), потім по центральній вулиці міста — Карла Людвіґа (проспект Свободи) з виходом на Маріяцьку площу (пл. Міцкевича), і далі через Галицьку площу, пл. Бернардинську (Соборну), по вул. Чарнецького (Винниченка) до митної управи (Митна площа).

## Електричний трамвай
Будівництво електричного трамваю розпочала у вересні 1893 фірма «Сіменс і Гальске» на маршруті: головний вокзал — вул. Дзялинських (Тобілевича) — Леона Сапеги (С. Бандери) — вул. Коперника — вул. Словацького — вул. Сиктуська (Дорошенка) — вул. Кілінського (Беринди) — пл. Ринок — вул. Руська — вул. Чарнецького (Винниченка) — по всій вулиці Личаківськійвулиці Личаківській, до школи Зиморовича (біля Личаківської рогатки), з відгалуженням до Личаківського кладовища.
З 1908 року маршрути отримали літерні позначення, що дозволяло пасажирам визначати куди їхати за позначенням ключових станцій. Головний вокзал (двірець) мав позначення D (пол. Dworzec glówny — Головний вокзал), Гетьманські вали (сучасний проспект Свободи) — H (пол. Hetmańska — Гетьманська), Личаків — Ł (Łyczaków — Личаків) і так далі. У грудні 1925 р. усі маршрути з літерними позначеннями отримали цифрові індекси, зокрема ŁD став № 1.
Після другої світової війни маршрут № 1 курсував практично за теперішнім маршрутом, але на відміну від сучасної траси, трамвай проїжджав у центрі через вул. 1 Травня (пр. Свободи), пл. Галицьку та вул. Ватутіна (Князя Романа). У першій половині 1980-х років трамваї маршрутів № 1 та № 4 при курсуванні від пл. Митної перестали заходити на кільце пл. Возз'єднання — пл. Галицька — вул. Ватутіна.

## Сучасність
Прямує за маршрутом Залізничний вокзал — вул. Пасічна — Залізничний вокзал:
- Залізничний вокзал
- Приміський вокзал
- Кропивницького
- Бандери
- Львівська політехніка
- Головна пошта
- Дорошенка
- пл. Ринок
- Руська
- пл. Митна
- Військовий госпіталь
- Кармалюка
- Мечнікова
- Котика
- Пасічна